# Peterborough Without
Peterborough Without var en civil parish 1894–1929 när det uppgick i Peterborough i grevskapet Northamptonshire i England. Civil parish hade 1 573 invånare år 1931.